# Microtome stramineata
Microtome stramineata là một loài bướm đêm trong họ Geometridae.